# Colletteichthys dussumieri
Colletteichthys dussumieri är en fiskart som först beskrevs av Valenciennes, 1837.  Colletteichthys dussumieri ingår i släktet Colletteichthys och familjen paddfiskar. Inga underarter finns listade i Catalogue of Life.